# Chester Rows

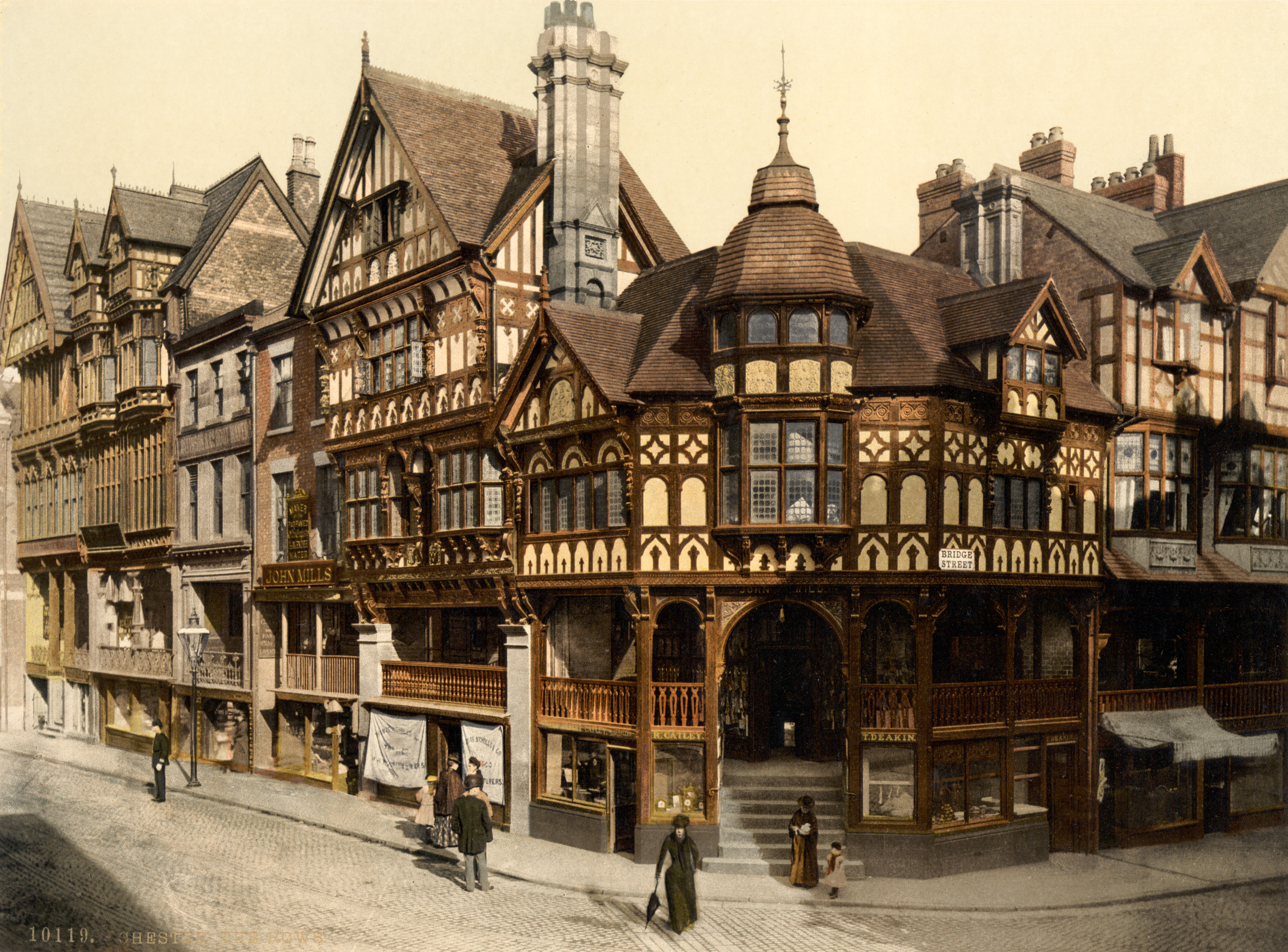
Ảnh màu của Chester Rows khi nhìn từ Giao lộ, 1895

Chester Rows bao gồm các lối đi có mái che ở tầng một phía sau, lối vào các cửa hàng và cơ sở khác. Ở cấp độ đường phố là một tập hợp các cửa hàng và cơ sở khác, nhiều trong số các cửa hàng đó đi vào bằng cách đi xuống một vài bước. The Rows, được tìm thấy ở mỗi trong bốn con đường chính của thành phố Chester, Cheshire, Anh, là độc nhất. 
Có niên đại từ thời trung cổ, the Rows có thể đã được xây dựng trên đỉnh đống đổ nát còn sót lại từ tàn tích của các tòa nhà La Mã, nhưng nguồn gốc của chúng vẫn còn phải suy đoán. Ở một số nơi, tính liên tục của the Rows đã bị chặn bởi bao vây hoặc bởi các tòa nhà mới, nhưng ở những nơi khác, các tòa nhà hiện đại đã giữ lại the Rows trong thiết kế của họ. Undercrofts hoặc " crypts " đã được xây dựng bên dưới các tòa nhà trong the Rows. Các lớp dưới được ốp đá trong khi hầu hết các tòa nhà trong the Rows đều bằng gỗ.
Ngày nay, khoảng 20 trong số các lớp lót đá vẫn còn tồn tại, nhưng ở cấp độ của the Rows, rất ít vải thời trung cổ. Nhiều tòa nhà chứa các phần của the Rows được liệt kê và một số được ghi lại trong Lưu trữ Di sản Anh. Các cơ sở trên đường phố và cấp Row được sử dụng cho nhiều mục đích khác nhau; hầu hết là các cửa hàng, nhưng cũng có văn phòng, nhà hàng, quán cà phê và phòng họp. Chester Rows là một trong những điểm thu hút khách du lịch chính của thành phố.

## Sự miêu tả

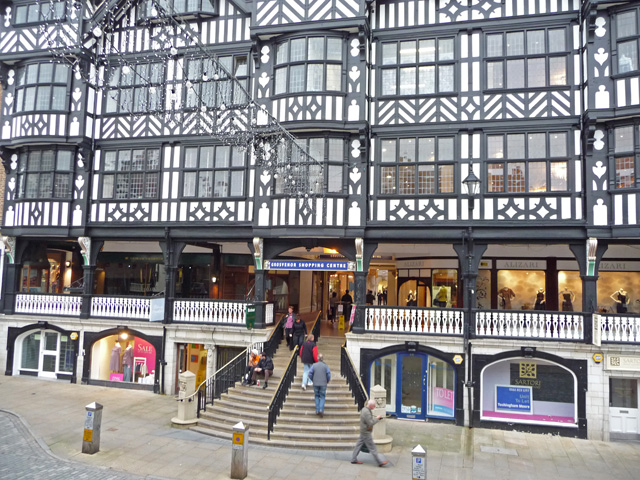
Bridge Street, hiển thị các cửa hàng ở cả cấp đường phố và trên Row

Ở cấp độ đường phố, các cửa hàng và cơ sở khác tương tự như ở các thị trấn và thành phố khác, mặc dù nhiều cơ sở được đưa vào bằng cách đi xuống một vài bước. Ở tầng một là nhiều cửa hàng và các cơ sở khác, được đặt trở lại từ đường phố, phía trước là một lối đi liên tục. Các tầng phía trên này chồng lên lối đi, làm cho nó trở thành một lối đi có mái che, và điều này tạo thành cái được gọi là "Hàng". Trên mặt phố của lối đi là lan can và một khu vực được sử dụng làm kệ hoặc quầy hàng để trưng bày hàng hóa. Các tầng trên mức của Hàng được sử dụng cho mục đích thương mại hoặc trong nước hoặc để lưu trữ. Các hàng có mặt, ở mức độ lớn hơn hoặc thấp hơn, trong tất cả các đường phố tỏa ra từ Chester Cross, cụ thể là Watergate Street, Northgate Street, Eastgate Street và Upper Bridge Street. Chúng liên tục ở cả hai phía của Upper Bridge Street, dọc theo hầu hết Watergate và Eastgate Street, nhưng chỉ trong một đoạn ngắn dọc theo phía đông của Northgate Street. Ban đầu cũng có hàng ở Phố Cầu Hạ nhưng những hàng này đã bị chặn trong ngày 17 và 18   thế kỉ.
Vì các tòa nhà ở tầng trệt thường thấp hơn so với mặt đường, đôi khi chúng được gọi là " hầm mộ ". Tuy nhiên, như nhà sử học kiến trúc Nikolaus Pevsner chỉ ra, đây không phải là một mô tả chính xác hoàn toàn bởi vì tầng của các tòa nhà là một nửa tầng chứ không phải là một tầng đầy đủ bên dưới đường.

## Nguồn gốc

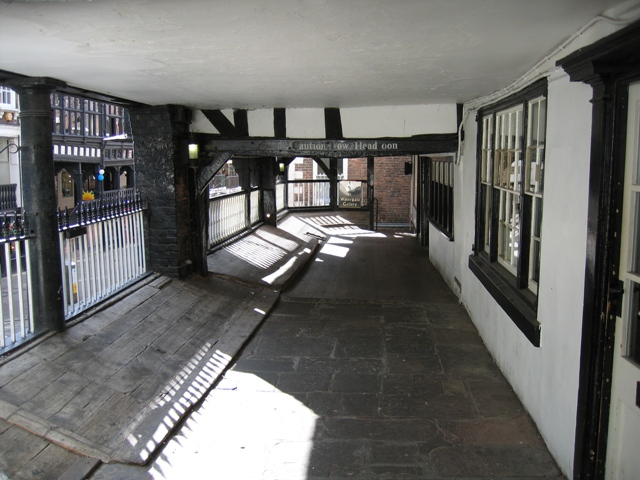
Bên trong Watergate Street Row, hiển thị mặt bằng bên phải và không gian cho các quầy hàng và lan can nhìn ra đường bên trái

## Ngày nay

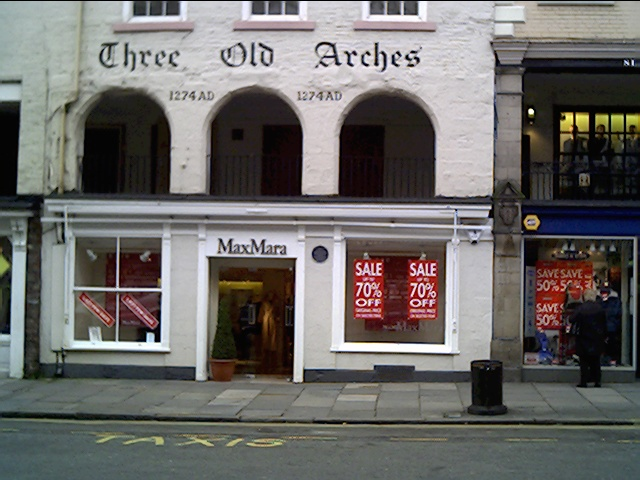
Ba vòm cũ